# Пульменська волость
Пульменська волость — адміністративно-територіальна одиниця Володимир-Волинського повіту Волинської губернії Російської імперії та Української держави. Волосний центр — село Пульмо. 
Станом на 1885 рік складалася з 16 поселень, 15 сільських громад. Населення — 7007 осіб (3422 чоловічої статі та 3585 — жіночої), 822 дворових господарства.
|                     | Площа, десятин | У тому числі орної, дес. |
| ------------------- | -------------- | ------------------------ |
| Сільських громад    | 15076          | 7314                     |
| Приватної власності | 6912           | 1323                     |
| Казенної власності  | 289            | —                        |
| Іншої власності     | 704            | 174                      |
| Загалом             | 22981          | 8811                     |

Основні поселення волості:
- Пульмо — колишнє власницьке село при озерах Пулемецьке та Світязьке за 105 верст від повітового міста, волосне правління, 1062 особи, 31 двір, православна церква, поштова станція, 2 постоялих будинки.
- Острови — колишнє власницьке село при озері Сільському, 500 осіб, 73 двори, православна церква, постоялий будинок.
- Піща — колишнє власницьке село при озері Сільському, 1100 осіб, 119 дворів, православна церква, каплиця, школа, 2 постоялих будинки, кузня, вітряк.
- Пулемець — колишнє державне і власницьке село при озері Пулемецькому, 817 осіб, 110 дворів, православна церква, постоялий будинок.
- Хрипська Вулька — колишнє державне і власницьке село, 386 осіб, 52 двори, кладовищанська православна церква, постоялий будинок.

## Під владою Польщі
18 березня 1921 року Західна Волинь відійшла до складу Польщі. Волость продовжувала існувати як ґміна Пульмо Любомльського повіту Волинського воєводства в колишніх межах. 
Розпорядженням воєводи 12 травня 1933 р. ґміна Пульмо перейменована на ґміну Пулємєц.
На 1936 рік ґміна складалася з 14 громад:
1. Адамчуки — село: Адамчуки;
2. Хрипськ — село: Хрипськ;
3. Грабове — село: Грабове, колонія: Грабове, фільварок: Косцюшин та маєток: Грабове;
4. Кам'янка — село: Кам'янка;
5. Кошари — село: Кошари;
6. Вільшанка — село: Вільшанка;
7. Острів'я — село: Острів'я;
8. Пульмо — село: Пульмо, колонія: Климівськ;
9. Пулемець — село: Пулемець та маєтки: Пулемець і Підгір'я;
10. Піщ — село: Піщ, колонія: Мельники-Піщанські, маєтки: Піщ і Лодинка та тартак Піщ;
11. Перешпа — село: Перешпа і Червоний-Бір, колонія: Перешпа та маєток: Розстань;
12. Вілька Хрипська — село: Вілька Хрипська та маєток: Вілька Хрипська;
13. Залісся — село: Залісся;
14. Затишшя — село: Затишшя.

Після радянської анексії західноукраїнських земель ґміна ліквідована у зв'язку з утворенням Шацького району.